# Brachionus falcatus
Brachionus falcatus är en hjuldjursart som beskrevs av Zacharias 1898. Brachionus falcatus ingår i släktet Brachionus och familjen Brachionidae. Inga underarter finns listade i Catalogue of Life.